# Jukstaglomerulni aparat
Jukstaglomerulni aparat je mikroskopska struktura v ledvicah, ki uravnava (regulira) funkcijo nefrona, s katerim je v stiku. Pojem je sestavljen iz latinskih besed iuxta [júksta] - blizu ter glomerulus - klobčič in se tako nanaša na njegovo lego blizu kapilarnega klobčiča. Natančneje povedano leži med žilnim polom ledvičnega telesca (ki je praktično glomerulus) in distalno zvito cevko. Njegova lega je odločilnega pomena za uravnavanje krvnega tlaka in hitrost filtracije kapilarnega klobčiča. Sestavljajo ga trije tipi celic, in sicer celice makule denze, jukstaglomerulne celice ter ekstraglomerulne mezangijske celice.